# Grigneuseville
Grigneuseville ist eine französische Gemeinde mit 373 Einwohnern (Stand: 1. Januar 2022) im Département Seine-Maritime in der Region Normandie (vor 2016 Haute-Normandie). Die Gemeinde gehört zum Arrondissement Rouen (bis 2017: Arrondissement Dieppe) und zum Kanton Neufchâtel-en-Bray (bis 2015: Kanton Bellencombre). Die Einwohner werden Grigneusevillais genannt.

## Geografie
Grigneuseville liegt etwa 24 Kilometer nordnordöstlich von Rouen im Pays de Bray. Umgeben wird Grigneuseville von den Nachbargemeinden La Crique im Norden, Beaumont-le-Hareng im Osten und Nordosten, Cottévrard im Südosten, Bosc-le-Hard im Süden, Étaimpuis im Westen und Südwesten sowie Bracquetuit im Westen und Nordwesten.
Durch den Süden der Gemeinde führt die Autoroute A29. 

## Bevölkerungsentwicklung
| Jahr                      | 1962 | 1968 | 1975 | 1982 | 1990 | 1999 | 2006 | 2013 |
| Einwohner                 | 261  | 217  | 183  | 206  | 308  | 327  | 319  | 343  |
| Quelle: Cassini und INSEE |      |      |      |      |      |      |      |      |

## Sehenswürdigkeiten
- Kirche Saint-Pierre aus dem 16. Jahrhundert
- Kapelle Sainte-Madeleine von Louvetot aus dem 13. Jahrhundert

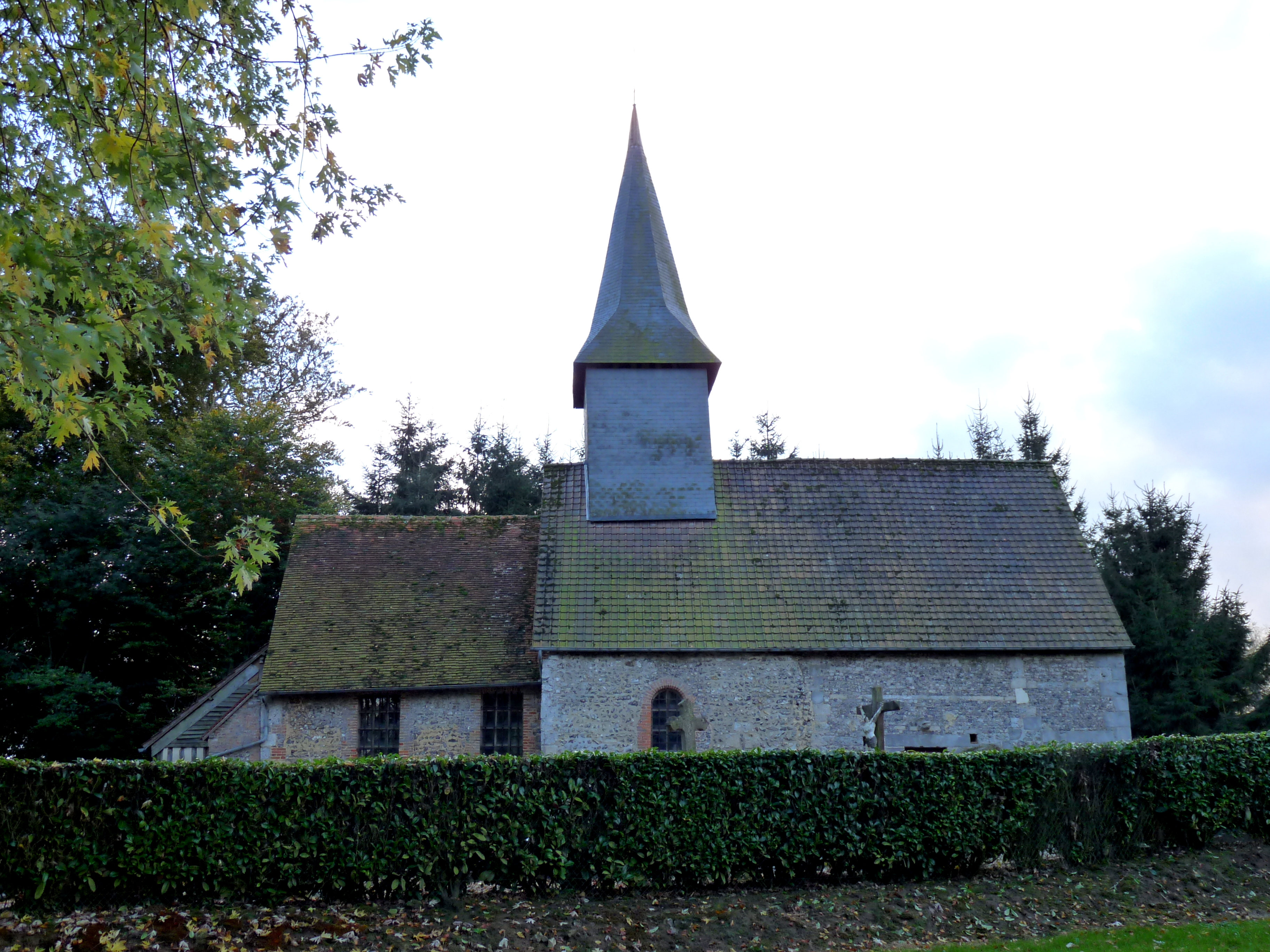
Kapelle von Louvetot

- Schloss Haucourt
- Gärten von Agapanthe